# حرفه‌ای‌ها (مجموعه تلویزیونی)
حرفه‌ای‌ها (انگلیسی: The Professionals) یک مجموعهٔ تلویزیونی جنایی-اَکشن بریتانیایی است که در سال ۱۹۷۷ از شبکهٔ آی‌تی‌وی پخش شد.

## بازیگران
- مارتین شا
- لوئیس کالینز
- گوردون جکسون
- دیوید سوشی
- نیکلاس گریس
- کن کیتسون
- دونالد پیکرینگ
- جنی لی-رایت
- اِما رالف
- تونی ووگل